# Мішіджан-е Софла
Мішіджан-е Софла (перс. ميشيجان سفلي) — село в Ірані, у дегестані Салеган, у Центральному бахші, шагрестані Хомейн остану Марказі. За даними перепису 2006 року, його населення становило 265 осіб, що проживали у складі 76 сімей.

## Клімат
Середня річна температура становить 13,31 °C, середня максимальна – 32,11 °C, а середня мінімальна – -8,60 °C. Середня річна кількість опадів – 213 мм.
| Клімат поселення                              | Клімат поселення | Клімат поселення | Клімат поселення | Клімат поселення | Клімат поселення | Клімат поселення | Клімат поселення | Клімат поселення | Клімат поселення | Клімат поселення | Клімат поселення | Клімат поселення | Клімат поселення |
| Показник                                      | Січ.             | Лют.             | Бер.             | Квіт.            | Трав.            | Черв.            | Лип.             | Серп.            | Вер.             | Жовт.            | Лист.            | Груд.            |                  |
| Середній максимум, °C                         | 10,14            | 11,79            | 17,08            | 20,93            | 24,42            | 31,65            | 32,11            | 31,44            | 27,95            | 22,17            | 16,26            | 9,94             |                  |
| Середня температура, °C                       | 0,76             | 2,43             | 7,69             | 11,55            | 15,04            | 22,28            | 25,45            | 24,78            | 21,30            | 15,51            | 9,60             | 3,29             |                  |
| Середній мінімум, °C                          | −8,6             | −6,94            | −1,66            | 2,18             | 5,69             | 12,92            | 18,79            | 18,13            | 14,64            | 8,86             | 2,95             | −3,37            |                  |
| Норма опадів, мм                              | 36               | 34               | 38               | 25               | 15               | 2                | 2                | 1                | 1                | 7                | 22               | 30               |                  |
| Середньомісячна швидкість вітру, м/с          | 1.66             | 2.04             | 3.01             | 2.99             | 2.78             | 2.52             | 2.70             | 2.40             | 2.22             | 2.29             | 1.84             | 1.98             |                  |
| Середньомісячна сонячна радіація, кДж/м²·день | 9676             | 12967            | 15456            | 18743            | 22629            | 26651            | 25584            | 24343            | 21429            | 16029            | 11342            | 9241             |                  |
| --------------------------------------------- | ---------------- | ---------------- | ---------------- | ---------------- | ---------------- | ---------------- | ---------------- | ---------------- | ---------------- | ---------------- | ---------------- | ---------------- | ---------------- |
| Джерело:                                      |                  |                  |                  |                  |                  |                  |                  |                  |                  |                  |                  |                  |                  |